# Sunpoint
Sunpoint Werbegesellschaft mbH (Eigenschreibweise: SUNPOINT) ist ein Eigen- und Franchise-Unternehmen für den Betrieb von Sonnenstudios mit Sitz in Pulheim bei Köln. Sunpoint betreibt als Marktführer die größte Sonnenstudiokette in Deutschland und Europa.

## Geschäftsmodell
Sunpoint zählt nach eigenen Angaben jährlich über 12 Millionen Besuche. Abhängig von der Region, hat Sunpoint heute einen Marktanteil zwischen 20 und 80 Prozent. Wie die TNS Emnid ermittelte, liegt der Bekanntheitsgrad von Sunpoint bei 38 Prozent. 
Ende 2009 soll die Markenbekanntheit bei der Zielgruppe von Frauen zwischen 18 und 39 Jahren bei 60 % gelegen haben. Prominente Werbegesichter waren unter anderem Naomi Campbell und Sonya Kraus. Sunpoint hat neben Franchise-Studios 120 eigene Sonnenstudios in Deutschland aufgebaut.

## Geschichte
1979 wurde die UVA Solar KG von Wolfgang Müller gegründet. In der Kölner City eröffnete er das erste Sunpoint-Sonnenstudio. 
1987 war Wolfgang Müller Inhaber von 16 Sonnenstudios. Um das Geschäftsmodell auszuweiten, entschloss er sich, Sunpoint zusätzlich auch als Franchisesystem zu führen. 1998 und 2004 gehörte Sunpoint mit 468 bzw. über 500 Betrieben zu den Top Ten der größten Franchiseorganisationen in Deutschland. 2004 betrug der Umsatz der 530 Sonnenstudios, von denen 90 % von Franchisenehmern betrieben wurden, 214 Mio. Euro.
Sunpoint war 2007 weltweit die erste Sonnenstudiokette, die nach dem ISO 9001 vom TÜV Rheinland zertifiziert wurde. 2010 betrieb das Unternehmen mit seinen Partnern und 4000 Mitarbeitern 400 Studios. 2013 sah sich Sunpoint mit rund 120 Sonenstudios in Eigenregie und 180 von Franchisenehmern als deutscher Marktführer, wobei der eigene Umsatz 40 Mio. Euro und der inklusive Franchisenehmer 100 Mio. Euro betrug. Zu Sunpoint gehörten 2018 225 Sonnenstudios. 2021 gehörten zum Unternehmen 195 Sonnenstudios, 115 eigene und 80 Franchise-Studios.
2021 verkaufte die bisherige Mehrheitseigentümerin WM Beautysystems AG ihren Anteil von Sunpoint an Rieker Investment.
Die beiden Standorte in der Schweiz wurden 2022 geschlossen.

## Angebot
Im Laufe der Jahre entwickelte das Unternehmen eigene Technik und Produkte, bzw. führte diese auf dem deutschen Markt ein. Es gibt Sonnenbanken, die vor Beginn des Bräunungsvorganges eine Messung an Stirn und Oberarm vornehmen, um so die optimale Bräunungsdosis zu bestimmen. Auch Bräunungsduschen für sofortige Bräune ohne schädigende UV-Strahlung sind im Angebot.
Das Unternehmen bietet auch Kosmetika wie Pre- und After-Sun-Produkte oder Tanning-Lotionen, die den Bräunungsprozess aktivieren und beschleunigen.

## Undercover Boss
Am 22. April 2013 nahm Geschäftsführer Martin Paffenholz an der RTL-Sendung Undercover Boss teil und ging als Praktikant verkleidet in einen Betrieb, um dort „den direkten Kontakt zu den Mitarbeitern und der alltäglichen Arbeit in der Praxis“ zu finden.